# Rhagastis albomarginatus
Rhagastis albomarginatus là một loài bướm đêm thuộc họ Sphingidae. Nó được tìm thấy ở Himalaya, Trung Quốc, Đài Loan, Myanmar, Sumatra, Java và Borneo.
Larvae of ssp. dichroae have been recorded feeding on Vernicia montana và Dichroa febrifuga, còn ấu trùng của ssp. albomarginatus feed on Dichroa, Hydrangea và Vitis. Sừng màu xanh da trời đậm.

## Phụ loài
- Rhagastis albomarginatus albomarginatus (Himalaya, Đài Loan, Miến Điện)
- Rhagastis albomarginatus dichroae Mell, 1922 (Trung Quốc)[3]
- Rhagastis albomarginatus everetti Rothschild & Jordan, 1903 (Indonesia, bao gồm Borneo và Sumatra)

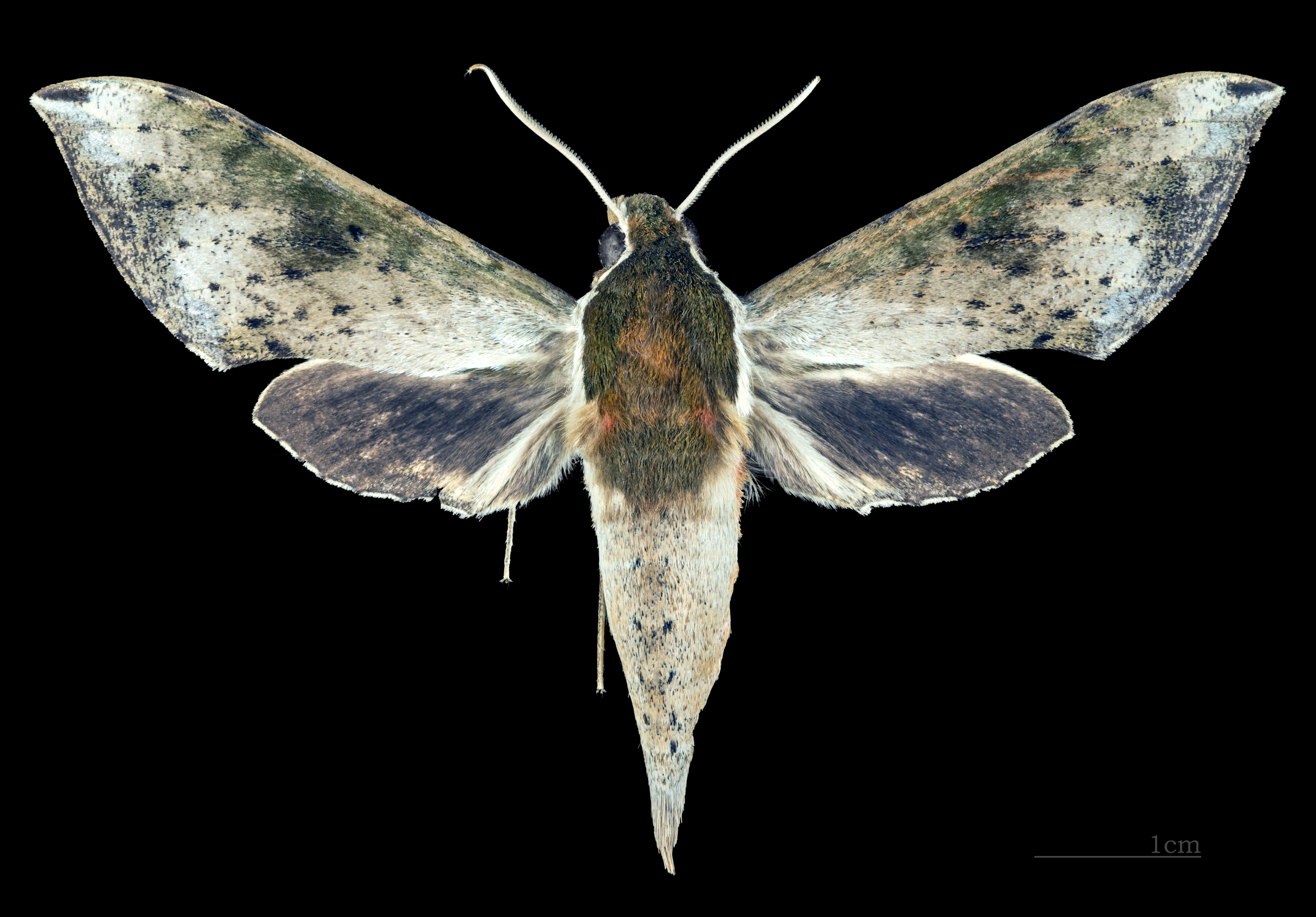
Rhagastis albomarginatus everetti ♂
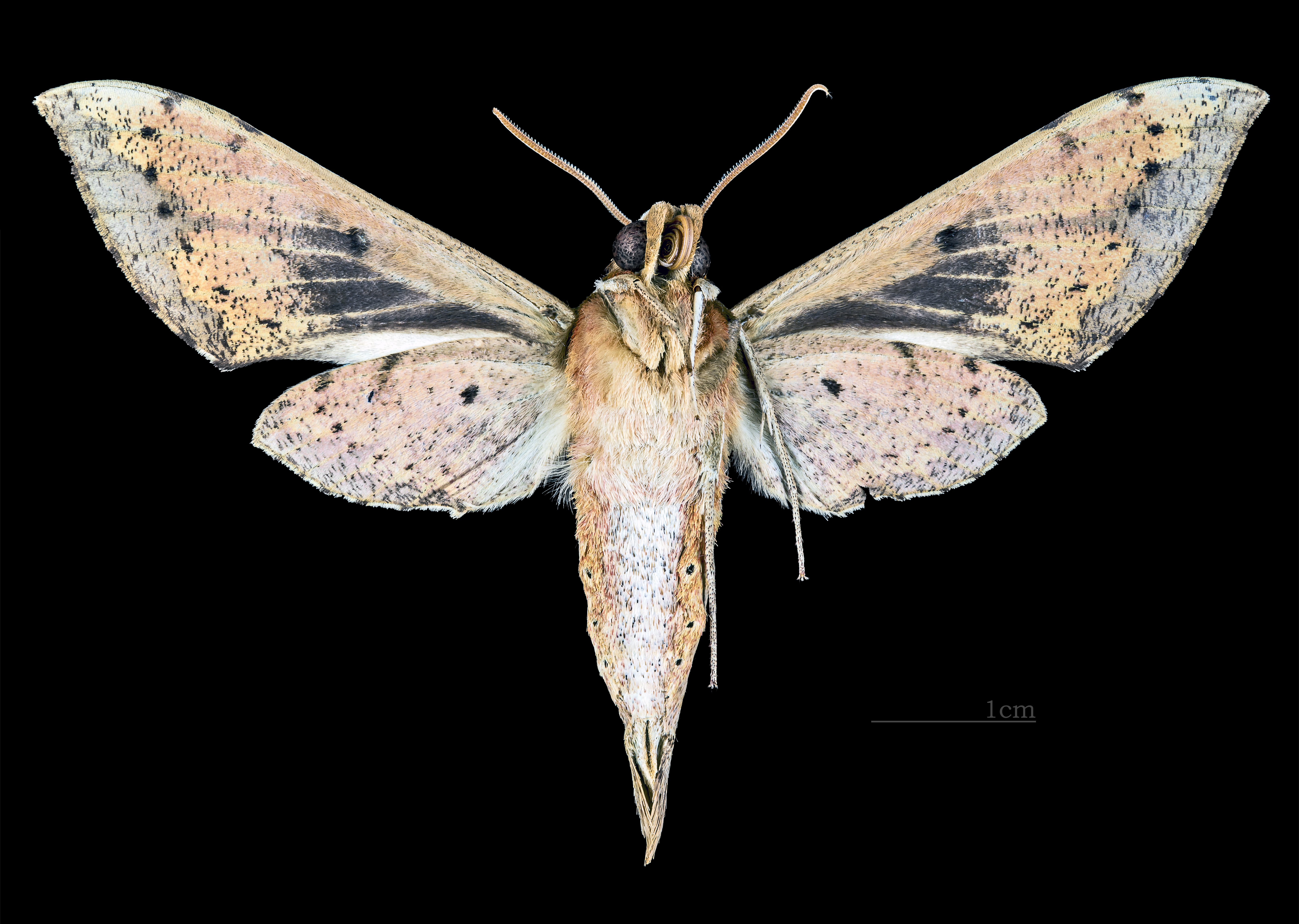
Rhagastis albomarginatus everetti ♂  △